# Minnie Palmer

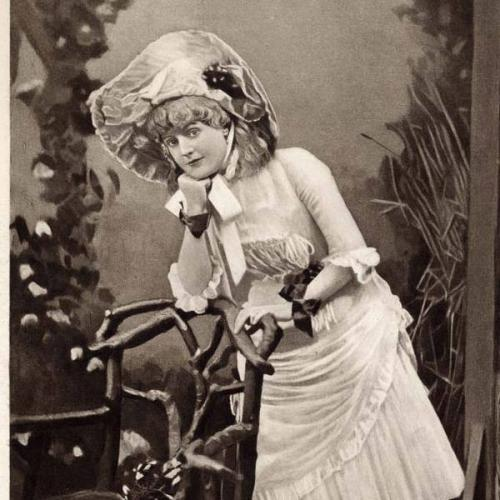
Minnie Palmer um 1885

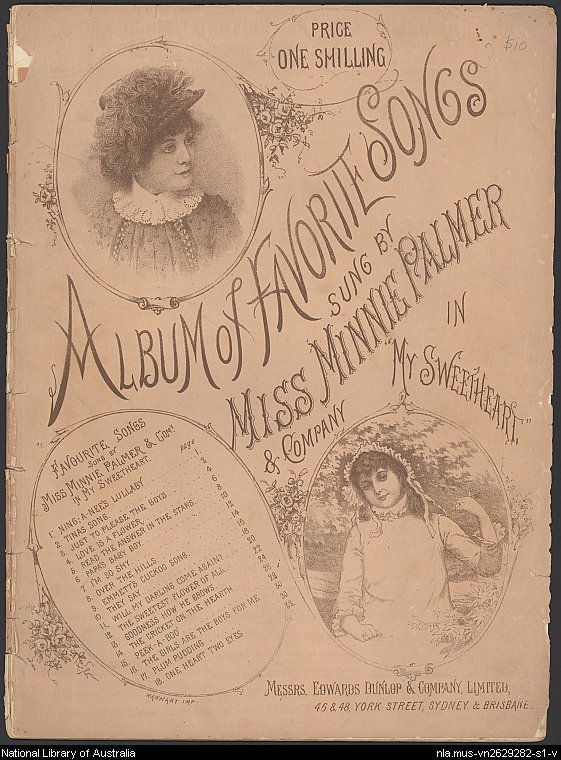
Album mit Songs aus My Sweetheart

Minnie Palmer (* 31. März 1860 in Philadelphia, Pennsylvania; † 21. Mai 1936 in Bay Shore, Long Island, New York) war eine US-amerikanische Schauspielerin.

## Leben
Minnie Palmer war eine Tochter der Schauspielerin Kate Palmer und eine Stieftochter von Joseph Stearns. Ihr leiblicher Vater starb, als sie sieben Jahre alt war. Im Alter von acht Jahren begann sie eine Ausbildung in Musik und Tanz in Wien und Paris. Ihren ersten Auftritt hatte sie als Zwölfjährige in Baltimore. 1883 trat sie erstmals in England auf. Minnie Palmer war in den USA zeitweise sehr populär. Später legte sich Minnie Marx, die Mutter der Marx Brothers, den Bühnennamen Minnie Palmer zu, was in der Presse für einige Konfusion sorgte.
Eines der Erfolgsstücke Minnie Palmers war My Sweetheart. Minnie Palmer wurde von ihrer Minnie Palmer Company begleitet.
Minnie Palmer war ab 1884 mit dem Theateragenten John R. Rogers verheiratet. Während eines ehelichen Disputs versuchte dieser angeblich im Jahr 1890 seine Frau mit einem Messer zu töten. 1893 wurde über eine Scheidung gesprochen, 1895 wurde diese vollzogen.

## Die Affäre um den Cleveland-Diamanten
Über John R. Rogers wurde Minnie Palmer auch in die Affäre um einen Edelstein namens Cleveland Gem oder Cleveland Diamond verwickelt. Dieser Stein wurde 1873 in Südafrika entdeckt und gelangte 1884 nach New York, wo er von John R. Rogers und Simon Dessau und dessen Brüdern angekauft wurde. Der Stein wurde dann von John Weiner (oder Wiener) geschliffen und hatte selbst nach der Bearbeitung noch mehr als 42 Karat. Damit gehörte er zu den größten Diamanten, die bislang in New York geschliffen worden waren. In die Zeit des Schliffs fiel die Präsidentschaftswahl in den USA. Der Stein wurde dann nach dem Sieger, Grover Cleveland, benannt. Der Stein wurde 1884/85 auf der Jahrhundertausstellung in New Orleans gezeigt und danach mit einer Fassung versehen, die einer Rosenblüte glich. Diese Blüte konnte entfaltet werden, so dass dann der in der Mitte verborgene Diamant zum Vorschein kam. 
1885 kehrte Minnie Palmer auf der Oregon von einem Engagement in London zurück. Die Presse berichtete, die Schauspielerin werde den Diamanten bei ihren nächsten Vorstellungen als Schmuckstück tragen. In dieser Zeit begann John R. Rogers deutliche Anzeichen einer bipolaren Persönlichkeitsstörung zu entwickeln. Er verfasste beispielsweise Briefe, die alle Merkmale des Stalkings trugen. Auch trieb der Hass, den er gegenüber Minnie Palmers Mutter hegte, immer seltsamere Blüten bis hin zu dem Mordversuch im Jahr 1890, der mit Minnie Palmers Kontakt zu ihrer Mutter zu tun hatte. 1891 floh Minnie Palmer deshalb nach England, um vor ihrem Gatten sicher zu sein.
Der Cleveland Diamond blieb in den USA – entweder war er nie offiziell in Minnie Palmers Besitz übergegangen oder er war, als einstiges Hochzeitsgeschenk, wieder an Rogers zurückgegangen, nachdem sich das Paar getrennt hatte. Jedenfalls wurde er in New York in einer Bank aufbewahrt. 
1882 war der Actor’s Fund zur Unterstützung bedürftiger Bühnenmitglieder gegründet worden. Diese Stiftung plante 1891 eine Veranstaltung, bei der möglichst viel Geld gesammelt werden sollte. Sie sollte im Madison Square Garden stattfinden. Es gingen zahlreiche Geld- und Sachspenden für eine Auktion bzw. Verlosung ein. John R. Rogers bot der Stiftung an, den Cleveland Diamond bei dieser Veranstaltung zu verlosen. 
Die Ausstellung wurde unter Stanford Whites Leitung mit Buden im Stil historischer Theater ausgestattet. Für die Diamantenausstellung, deren Herzstück der Cleveland Diamond sein sollte, wurde ein Stand im maurischen Stil errichtet. Für die Verlosung des Diamanten wurden 20.000 Lose im Wert von je einem Dollar gedruckt, was dem geschätzten Wert des Steines entsprach. Die Veranstaltung begann am Abend des 2. Mai 1892 und war ein großer Erfolg. Es gingen etwa 180.000 statt der geplanten 100.000 Dollar ein. Allerdings wurden von den 20 000 Losen, die zur Verlosung des berühmten Steins gedruckt worden waren, nur etwa 9000 verkauft. Die Ziehung fand am 14. Mai 1892 statt. Der Gewinn fiel auf das Los mit der Nummer 9810, das nicht verkauft worden war. Dies bedeutete, dass der Stein an seinen Besitzer zurückzugehen hatte.
Rogers hatte allerdings mit dem Actor’s Fund ausgemacht, dass der Stein im Falle seiner Nichtverlosung versteigert werden und der Gewinn geteilt werden sollte. Zu diesem Zweck wurde der Diamant den Herren Sanger, Aldrich und Knowles vom Actor’s Fund übergeben. Rogers reiste unterdessen nach England, um sich mit Minnie Palmer zu versöhnen, was ihm auch zu gelingen schien – doch im Juli 1893 kündigte er zum Erstaunen der Presse doch die Scheidung an. Der Prozess, der sich über ein Jahr hinzog, wurde von vielen Reportern als weiterer Beweis für Rogers’ Geisteskrankheit angesehen. Im November 1895 wurde die Scheidung ausgesprochen und wenig später verkündete Minnie Palmer, sie sei mit dem Fürsten d’Estella von Navarra verlobt. 
Neun Jahre lang blieb es still um den Diamanten, den die prunkliebende Minnie Palmer einst besessen oder jedenfalls getragen hatte. 1901 verklagte Rogers plötzlich den Actor’s Fund, ihm die 6500 Dollar zurückzuzahlen, die die Stiftung ihm angeblich noch schuldete. In dieser Zeit verbrachte er einige Tage unter Beobachtung im Bellevue-Hospital. Während des Prozesses erklärte der Rechtsanwalt A. H. Hummel, die Stiftung habe längst mit Rogers abgerechnet und keine Schulden mehr bei diesem. Erstaunlicherweise konnte aber niemand den Auktionator benennen, der den Stein angeblich verkauft hatte. Der Prozess endete ohne greifbares Ergebnis und der wertvolle Stein blieb seit dem Zeitpunkt der missglückten Verlosung verschwunden. Die Tatsache, dass Hummel Minnie Palmer bei ihrem Scheidungsprozess und anderen Angelegenheiten beraten hatte und später wegen eines Vergehens eine Gefängnisstrafe zu verbüßen hatte, wirft ein etwas seltsames Licht auf diese Vorgänge. 1907 reiste Rogers auf dem Schiff St. Louis wiederum nach Europa, um sich mit Minnie Palmer zu versöhnen. Diesem Versuch war allerdings kein dauerhafter Erfolg beschieden. Rogers, für den wegen seiner finanziellen Schwierigkeiten schon 1904 eine Wohltätigkeitsveranstaltung organisiert worden war, wurde 1932 von einem Auto überfahren; Minnie Palmer überlebte ihn um einige Jahre. Über den Verbleib des Cleveland-Diamanten ist nichts bekannt.